# 汎德股份
汎德股份有限公司是一家台灣的汽車公司，為德國BMW與Mini在台灣地區之總代理，旗下現有地區經銷商共10間展示中心與9間服務廠遍布全台灣。該公司與汎德永業股份有限公司為兩間不同的公司。

## 沿革
- 1972年，汎德股份有限公司由創辦人唐誠成立。
- 1978年，政府開放3.0升以下歐洲小客車進口後，導入E21 316i 與 320i、E12 520i 、E24 630i、以及E23 730i等共五款車型。[2]
- 1987年，推出E28 520i的精裝告別車款，稱之為「霹靂五號」。[3][4]
- 1998年，導入以E38 750iL為基礎加長的BMW L7。有未經證實之傳言指稱該車款的推出是由於時任董事長唐誠向BMW原廠提出建言而促成。[5]
- 2005年，創辦人唐誠逝世，享壽84歲。
- 2022年，啟用全台各地共10處的BMW i高速充電站

## 地區經銷商[1]
| 各地經銷商               | 展示中心數 | 服務廠數 |
| ------------------------ | ---------- | -------- |
| 台北：鎔德               | 1          | 1        |
| 新北：依德               | 1          | 1        |
| 新北：尚德               | 1          | 1        |
| 桃園：大桐               | 2          | 1        |
| 新竹：中鎂（原稱：中美） | 1          | 1        |
| 南投：長慶               | 1          | 1        |
| 彰化：昌一               | 1          | 1        |
| 嘉義：賓歐               | 1          | 1        |
| 花蓮：來德               | 1          | 1        |
| 共計                     | 10         | 9        |